# Elecciones estatales de Tlaxcala de 1988
Las elecciones estatales de Tlaxcala de 1988 se llevó a cabo el domingo 20 de noviembre de 1988, y en ellas se renovarán los siguientes cargos de elección popular de Tlaxcala:
- 44 Ayuntamientos. Formados por un Presidente Municipal y regidores, electo para un período de tres años no reelegibles en ningún período inmediato.
- 137 diputados al Congreso del Estado. Electo por una mayoría de cada uno de los distritos electorales.

## Resultados electorales

### Ayuntamientos
- Tlaxcala - Vicente Juárez Carro  Hecho
- Huamantla
- Santa Ana Chiautempan
- Apizaco - Mariano González Zarur  Hecho
- Apetatitlan -
- San Pablo del Monte